# Шверт

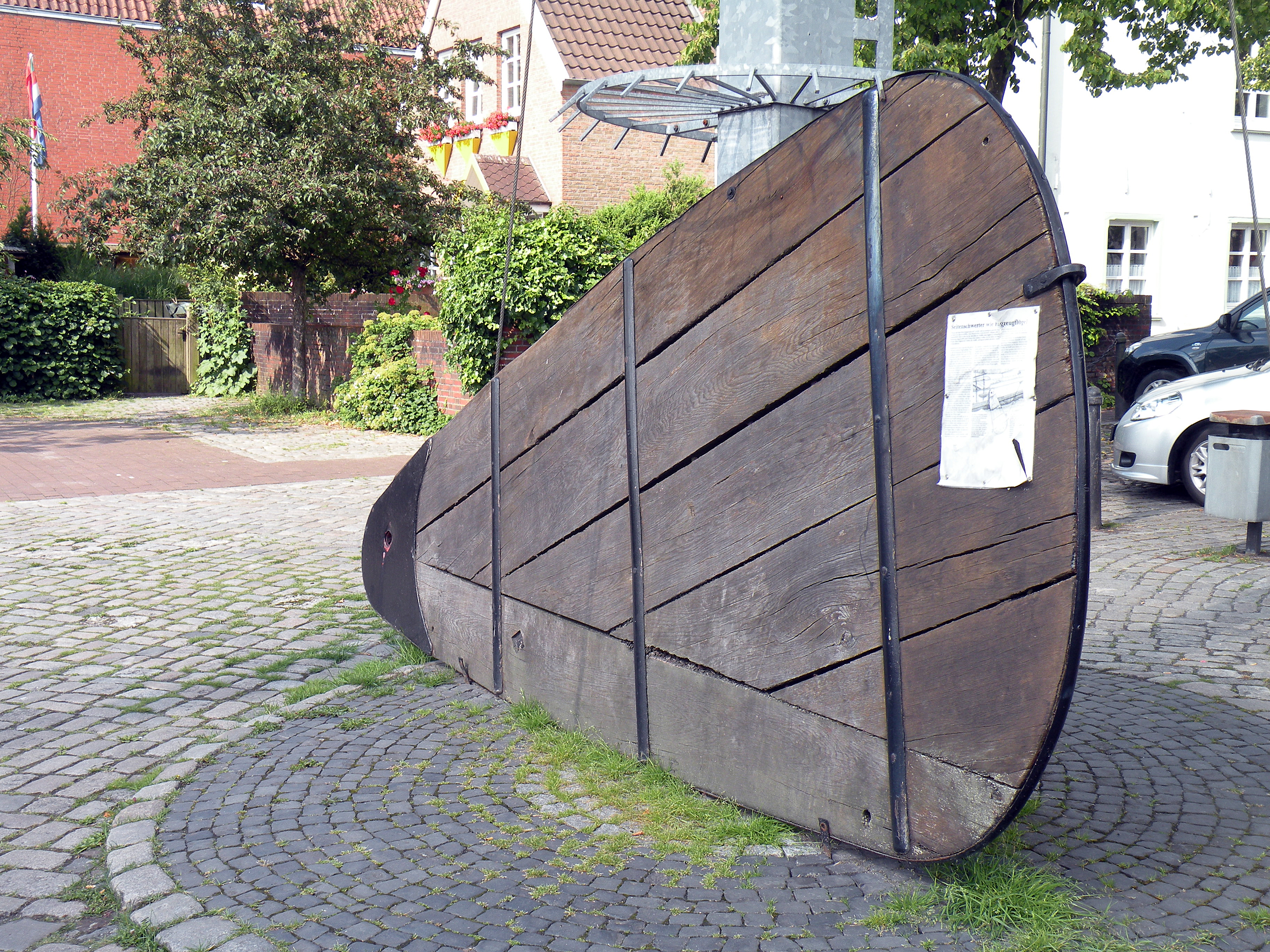
Шверт каботажного парусного судна

Шверт (нем. Schwert «меч») — выдвижной плавник, препятствующий сносу судна под ветер. Яхта, оснащённая швертом, но не имеющая балластного киля, именуется швертботом.
Судно, в особенности парусное, сносит под ветер на любых курсах относительно ветра, особенно сильно на острых курсах, при движении в лавировку — зигзагом против ветра. При движении курсом, совпадающим с направлением ветра, шверт обычно поднимают.
Также поднятие шверта позволяет судну проходить по мелководью или приставать к необорудованному берегу.
Приподнимая или опуская шверт, можно в некоторой степени управлять центровкой судна.

## Конструкция шверта
Шверт обычно устанавливается в специальном водонепроницаемом колодце, поднимающемся выше уровня ватерлинии в диаметральной плоскости судна.
По своей конструкции шверты бывают кинжальными или поворотными. Шверт кинжального типа вставляется в швертовый колодец, как меч в ножны (происхождение названия). Поворотный шверт закреплен на горизонтальной оси так, что при встрече с препятствием откидывется назад и вверх, что снижает риск повреждения.
Обычно шверт опускается под действием собственного веса, а для его подъёма заводят специальную снасть, называемую шверт-талью.

## Виды швертов

### Кинжальный шверт
Такой шверт вставляется в швертовый колодец, как кинжал в ножны и двигается в нем поступательно. Такие шверты не удобны, т.к. при задевании за мель или другие препятствия их заклинивает в колодце.

### Качающийся шверт
Такой шверт опускается поворотом вокруг своей оси. Бывают двух видов:
Секторный - имеет то преимущество, что при опускании его швертовая щель остается закрытой телом шверта, а за прямым швертом, когда он опущен, остается открытой швертовая щель, создающая добавочное сопротивление корпуса. Но с другой стороны, когда секторный шверт выбран, он выходит за пределы колодца и сильно мешает экипажу.
Прямой - имеет достоинство, помимо того, что он менее всего мешает, когда его подбирают, то значительно смещается назад центр бокового сопротивления, и швертбот можно центровать на ходу.

## Шверт и балластный киль

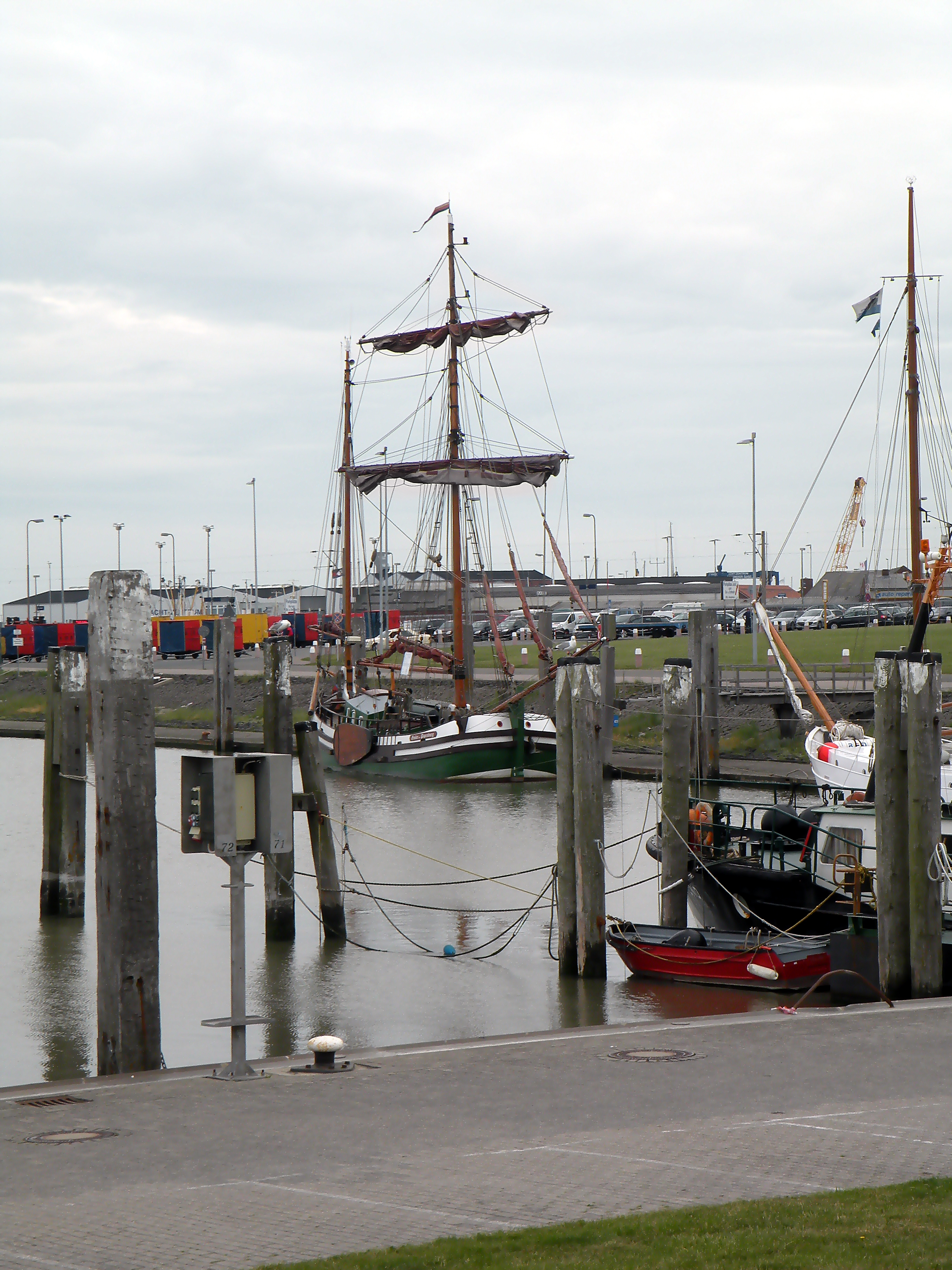
Рыболовное парусное судно с шверцами. Северное море.2011 год

Яхты, имеющие небольшой балластный киль, из которого выдвигается собственно шверт, называются компромиссами. Такая конструкция позволяет в какой-то мере совместить высокую остойчивость килевой яхты и малую осадку швертбота.

## Шверцы

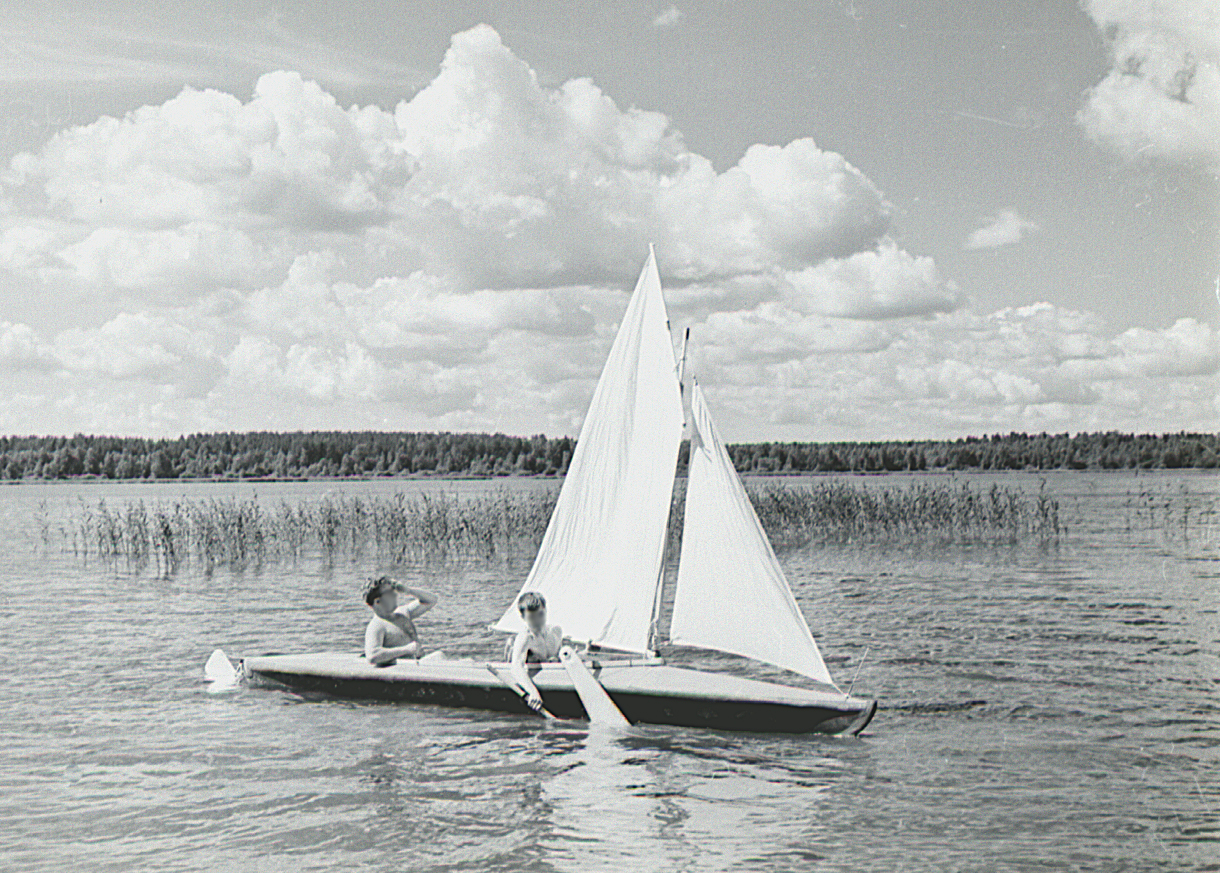
Байдарка «Нептун» под парусом и с опущенными шверцами. 1970 г.

Шверцы — это вариант шверта, при котором поворотные или опускаемые плоскости крепятся по бокам корпуса судна. Шверц проще в реализации, так как не требует устройства водонепроницаемого колодца (Поэтому шверцами оснащались ранние голландские суда каботажного плавания). В движении под парусом наветренный шверц поднимают.

## Особенности
- Пара швертов более эффективна, чем шверт, установленный в диаметральной плоскости, так как парная конструкция позволяет придавать швертам асимметричный профиль, дающий бо́льшую подъёмную силу в сторону противоположного борта. Так как наветренный шверт всегда поднимают, то работает только один из них, создавая усилие в сторону наветренного борта. Однако это не относится к шверцам, пересекающим поверхность раздела сред (вода-воздух), в районе которой из-за вертикальных отклонений набегающего потока (подсос воздуха на выпуклой стороне профиля и повышение уровня воды на внутренней) теряется значительная часть подъёмной силы, что приводит к увеличению индуктивного сопротивления (составляющая часть общего сопротивления, возникающая из-за увеличения угла атаки, вызванного уменьшением подъёмной силы на концах крыла). Таким образом, шверцы, обычно применяемые вместо асимметричных швертов на надувных парусных судах по технологическим соображениям, несмотря на асимметричный профиль, по эффективности не превосходят симметричный шверт, установленный в ДП корпуса, и существенно уступают асимметричным швертам.
- В отличие от балластного киля, шверт не увеличивает, а уменьшает остойчивость яхты.
- Наиболее быстроходные современные яхты, например, яхты классов VOR60, VOR70, оснащены швертами, но не являются швертботами, так как в дополнение к ним имеют балластный фальшкиль.